# Brian Priske
Brian Priske Pedersen (ur. 14 maja 1977 w Horsens) – duński piłkarz grający na pozycji prawego obrońcy.

## Kariera klubowa
Priske pochodzi z miasta Horsens. Tam też rozpoczął piłkarską karierę w klubie AC Horsens zwanym wówczas Horsens fS. W latach 1996–1997 występował w jego barwach w trzeciej lidze duńskiej i już latem 1997 przeniósł się do pierwszoligowego Aarhus Fremad. W 1998 roku spadł z nim do drugiej ligi i wtedy przeszedł do Aalborg BK. W Aalborgu występował przez 5 sezonów, w każdym z nich grając w pierwszej jedenastce. W 1999 roku wywalczył mistrzostwo Danii, a także dotarł do finału Pucharu Danii. Ten drugi sukces powtórzył rok później.
W 2003 roku Priske wyjechał do Danii. Został piłkarzem Racingu Genk. W Eerste Klasse zadebiutował 8 sierpnia w przegranym 0:1 wyjazdowym meczu z Club Brugge. W 2004 roku zajął z Racingiem 4. pozycję w lidze, a rok później 3. W 2005 roku podpisał kontrakt z angielskim Portsmouth F.C. W Premiership swoje pierwsze spotkanie zaliczył 23 sierpnia, a „The Pompeys” zremisowali w nim z Aston Villą 1:1. Swoją postawą przyczynił się do utrzymania Portsmouth w lidze (4 punkty nad strefą spadkową).
W 2006 roku Priske przeszedł za milion euro do Club Brugge, gdzie od początku występował na prawej obronie wygrywając rywalizację z Olivierem De Cockiem i Birgerem Maertensem. W 2007 roku zdobył z Brugge Puchar Belgii.
W 2008 roku Priske wrócił do Danii i występował w Vejle BK. Po 2 latach gry w tym klubie przeszedł na wypożyczenie do FC Midtjylland. Z kolei na początku 2011 roku został piłkarzem norweskiego IK Start.
| Sezon   | Klub            | Kraj     | Rozgrywki        | Mecze | Bramki |
| ------- | --------------- | -------- | ---------------- | ----- | ------ |
| 1996/97 | AC Horsens      | Dania    | 2. Division Vest | ?     | ?      |
| 1997/98 | Aarhus Fremad   | Dania    | Superligaen      | 33    | 2      |
| 1998/99 | Aarhus Fremad   | Dania    | Superligaen      | 17    | 3      |
| 1998/99 | Aalborg BK      | Dania    | Superligaen      | 19    | 0      |
| 1999/00 | Aalborg BK      | Dania    | Superligaen      | 27    | 1      |
| 2000/01 | Aalborg BK      | Dania    | Superligaen      | 33    | 0      |
| 2001/02 | Aalborg BK      | Dania    | Superligaen      | 32    | 0      |
| 2002/03 | Aalborg BK      | Dania    | Superligaen      | 29    | 1      |
| 2003/04 | Racing Genk     | Belgia   | Eerste Klasse    | 33    | 0      |
| 2004/05 | Racing Genk     | Belgia   | Eerste Klasse    | 32    | 1      |
| 2005/06 | Racing Genk     | Belgia   | Eerste Klasse    | 3     | 0      |
| 2005/06 | Portsmouth F.C. | Anglia   | Premiership      | 30    | 0      |
| 2006/07 | Club Brugge     | Belgia   | Eerste Klasse    | 32    | 0      |
| 2007/08 | Club Brugge     | Belgia   | Eerste Klasse    | 32    | 0      |
| 2008/09 | Vejle BK        | Dania    | Superligaen      | 32    | 0      |
| 2009/10 | Vejle BK        | Dania    | Superligaen      | 28    | 0      |
| 2010/11 | FC Midtjylland  | Dania    | Superligaen      | 17    | 1      |
| 2011    | IK Start        | Norwegia | Tippeligaen      | 15    | 1      |

## Kariera reprezentacyjna
W reprezentacji Danii Priske zadebiutował 12 lutego 2003 roku w wygranym 4:1 towarzyskim spotkaniu z Egiptem. W 2004 roku został powołany przez Mortena Olsena do kadry na Mistrzostwa Europy w Portugalii. Tam zagrał w jednym spotkaniu grupowym, zremisowanym 0:0 z Włochami.